# Life Is Strange: True Colors
Life is Strange: True Colors ist ein 3D-Adventure, das von Deck Nine Games entwickelt und von Square Enix veröffentlicht wurde. Es erschien am 10. September 2021 für Microsoft Windows, PlayStation 4, PlayStation 5, Xbox One, Xbox Series X/S und Google Stadia und am 7. Dezember 2021 für die Nintendo Switch. Es ist das fünfte Spiel in der Life-Is-Strange-Reihe und der dritte Haupttitel der Reihe, der auf Life Is Strange 2 folgt.

## Gameplay

### Handlung
Alex Chen, eine junge asiatisch-amerikanische Frau, die eine schwere Kindheit in verschiedenen Kinderheimen und Pflegefamilien in Oregon hinter sich hat, trifft sich acht Jahre nach ihrer erzwungenen Trennung mit ihrem Bruder Gabe in dessen neuem Wohnort, der fiktiven Bergstadt Haven Springs, Colorado. Nachdem Gabe bei einem mysteriösen Unfall ums Leben gekommen ist, untersucht Alex die Wahrheit hinter dem Unfall, indem sie ihr besonderes Einfühlungsvermögen nutzt. Unterwegs trifft Alex auf viele Einwohner von Haven Springs, darunter zwei potenzielle Liebesinteressen, Ryan und Steph (die in Life Is Strange: Before the Storm auftrat).

### Spielablauf
Life Is Strange: True Colors ist ein Adventurespiel, das aus der Third-Person-Perspektive gespielt wird. Der Spieler steuert die Protagonistin, Alex Chen, in verschiedene Standorte durch Haven Springs und kommuniziert mit den Charakteren. Alex hat eine psychische Empathiekraft, die es ihr ermöglicht, die Emotionen, die sie als farbenfrohe Ausstrahlungen wahrnimmt, wahrzunehmen und zu manipulieren. Einige der Charaktere haben intensivere Ausstrahlungen, die auf ein Trauma oder eine Not hindeuten, die sie möglicherweise durchmachen. Wenn Alex mit ihnen interagiert, entsteht eine „Nova“, die die Welt um Alex und den Charakter zu verändern scheint, um Elemente dieses Traumas widerzuspiegeln, was dem Spieler die Möglichkeit gibt, herauszufinden, was genau falsch ist, und sich dafür zu entscheiden, den Charakter zu trösten.
Dadurch wird man als Spieler durch das Spiel geleitet.
Erstmals gibt es auch in Life is Strange einen Open World Modus, mit welchem sich der Spieler frei in Haven Springs bewegen kann.

### Ort
Das Spiel spielt in der fiktiven Bergstadt Haven Springs, Colorado, USA. Die Entwickler wurden beim Aussehen der Stadt von den Städten Georgetown, Nederland und Telluride aus Colorado inspiriert. Zwischen den Städten und Haven Springs lassen sich viele Ähnlichkeiten erkennen.

## Veröffentlichung
Life Is Strange: True Colors erschien vollständig am 10. September 2021 für Microsoft Windows, PlayStation 4, PlayStation 5, Xbox One, Xbox Series X/S und Google Stadia und 7. Dezember 2021 für die Nintendo Switch. Im Gegensatz zu den früheren Hauptspielen der Serie, die eine schrittweise Veröffentlichung im Episodenformat hatten, wurde das komplette Spiel nun direkt veröffentlicht. Eine exklusive Geschichte namens Wavelengths mit Steph ist seit dem 30. September 2021 als Teil einer Deluxe Edition erhältlich. Eine gebündelte Ultimate Edition mit Zugriff auf die remasterten Versionen von Life Is Strange und Before the Storm ist ebenfalls erhältlich.

## Synchronisation
Erstmals wurde ein Spiel der Life-is-Strange-Reihe mit einer deutschen Synchronisation produziert.
- Alex Chen: Lin Gothoni
- Gabe Chen: Nick Forsberg
- Steph: Ronja Peters
- Ryan: Fabian Oscar Wien
- Riley Lethe: Lisa Vicari
- Pike: Erik „Gronkh“ Range
- Charlotte: Giuliana Jakobeit
- Mac: Florian Clyde
- Eleanor: Andrea Aust
- Jed: Dieter Memel
- Ethan: Luca Hinz
- Duckie: Peter Reinhardt
- Diane: Maria Koschny
- Valkyrie: Suzu, die Katze

## Musik
Das Soundtrack-Album ist von Angus & Julia Stone und hat den Titel Life Is Strange trägt und enthält 12 Songs. Es wurde am 20. August 2021 veröffentlicht. Das Spiel enthält ein Cover von Radioheads „Creep“ von mxmtoon, die auch die Singstimme von Alex liefert. Andere bekannte Künstler sind Novo Amor, Phoebe Bridgers und Gabrielle Aplin.

## Rezeption
Life is Strange: True Colors hat international gute Bewertungen erhalten. Die Rezensionsdatenbank Metacritic aggregiert beispielsweise für die PlayStation-5-Version 61 Rezensionen zu einem Mittelwert von 81 aus 100 Punkten.

„Allzu sehr ins Detail gehen möchte ich dabei nicht. Aber ich möchte eines betonen: Life is Strange True Colors ist eines dieser wenigen Spiele, die es geschafft haben, mich auf einer sehr tiefen, emotionalen Ebene zu erreichen. Eben weil die Dialoge und Charaktere so glaubwürdig geschrieben sind. Eben weil es Alex' besondere Fähigkeit erlaubt, die Gefühle der vielen Nebencharaktere so schonungslos offenzulegen. Dieses Spiel wird mich gedanklich wohl noch eine Weile beschäftigen.“

„Wirklich viele Freiheiten bietet Life is Strange: True Colors nicht, am Ende ist es aber das beste Spiel der Reihe seit dem Start.“

„Mein Einstieg in Life is Strange: True Colors verlief ein wenig holprig. Mit Alex‘ unbeholfener, ungeschickter Art zurechtzukommen, hat ein wenig gedauert. Die Cringe-Dialoge zu Beginn haben mich auch etwas abgeschreckt. Es fällt halt nicht jedem so leicht, sich in die Rolle einer 21-jährigen Frau zu versetzen. Und ich kann mir auch gut vorstellen, dass einige Spieler diesen Sprung gar nicht schaffen. Wer sich auf das Adventure einlässt, der bekommt allerdings eine echt herzerwärmende Geschichte erzählt, die sich mit den wichtigen Themen unseres Lebens beschäftigt.“